# Геохимический резервуар
Геохимический резервуар это часть земли, претерпевшая сходную геохимическую историю, и обладающие общими свойствами при взаимодействии между собой и геологическими процессами.
Геохимические резервуары могут отличаться между собой только некоторыми геохимическими особенностями. Так мантийные резервуары имеют близкий петрохимический состав, и различаются по содержанию некоторых редких элементов и изотопов.
При рассмотрении геохимии различных элементов, в пределах одних и тех же частей земли могут выделяться разные геохимические резервуары. Так, например, при рассмотрении дегазации мантии можно рассматривать все поверхностные геосферы как единый резервуар, в котором происходит накопление летучих элементов. С другой стороны, при рассмотрении геохимии углерода, для качественного описания взаимодействия океана с атмосферой и земной корой, необходимо в выделять в океане, по крайней мере, приповерхностный слой и глубокие части, которые различаются временем и типом реакции на изменения в атмосфере.